# Dinochloa utilis
Dinochloa utilis är en gräsart som beskrevs av Mcclure. Dinochloa utilis ingår i släktet Dinochloa och familjen gräs.
Artens utbredningsområde är Hainan (Kina). Inga underarter finns listade i Catalogue of Life.